# Sông Bhagirathi
Sông Bhagirathi là một trong hai con sông chảy xiết (sông kia là sông Alaknanda) tạo nên đầu nguồn sông Hằng. Sông Bhagirathi và sông Alaknanda ở dãy núi Himalaya của bang Uttarakhand thuộc Ấn Độ. Đây là một con sông lớn của đồng bằng sông Hằng Bắc Ấn Độ và là con sông thiêng của Hindu giáo.